# Fernando Fernán Gómez
Fernando Fernán Gómez (castellà: Fernando Fernández Gómez)  (Lima, 28 d'agost de 1921 - Madrid, 21 de novembre de 2007) va ser un actor, director de cinema i teatre, dramaturg, guionista i novel·lista espanyol.

## Biografia
Va néixer a la ciutat de Lima (Perú) durant la gira de la seva mare per Sud-amèrica, l'actriu de teatre Carola Fernán Gómez. Al seu retorn a Madrid va estudiar Filosofia i Lletres a la Universitat de Madrid, tot i que la seva vocació fou el teatre, activitat que va desenvolupar fins als primers anys de la dècada del 1940 per a dedicar-se al cinema com a actor i director.
Paral·lelament a la seva obra cinematogràfica intensificà la seva vocació literària amb la publicació de diverses novel·les, com El viaje a ninguna parte, El vendedor de naranjas, El mal amor (finalista al Premi Planeta), El mar y el tiempo, El ascensor de los borrachos, La Puerta del Sol i El lirio dorado. Algunes de les quals ha portat al cinema ell mateix o per altres directors.
Es va casar el 1947 amb la cantant María Dolores Pradera, amb la qual va tenir un fill i una filla. El 1959 se separà i s'uní amb l'actriu Emma Cohen.
Va ser membre de la Real Academia Española, ocupant el seient B majúscula. El 1995 fou guardonat amb el Premi Príncep d'Astúries de les Arts per la seva contribució al món del cinema.

## Filmografia com a director
- Manicomio (1954)
- El mensaje (1955)
- El malvado Carabel (1956)
- La vida por delante (1958)
- La vida alrededor (1959)
- Sólo para hombres (1960)
- La venganza de Don Mendo (1961)
- Y el mundo sigue (1963)
- Los palomos (1964)
- El extraño viaje (1964)
- Ninette y un señor de Murcia (1965)
- Mayores con reparos (1966)
- Crimen imperfecto (1970)
- Cómo casarse en 7 días (1971)
- Yo la vi primero (1974)
- La querida (1976)
- Bruja, más que bruja (1976)
- Mi hija Hildegart, basada en la vida de l'activista Hildegart Rodríguez Carballeira (1977)
- Cinco tenedores (1979)
- Mambrú se fue a la guerra (1986)
- El viaje a ninguna parte (1986)
- El mar y el tiempo (1989)
- Fuera de juego (1991)
- Siete mil días juntos (1994)
- Pesadilla para un rico (1997)
- A Porta do Sol (1998)
- Lázaro de Tormes (2001)

### Televisió
- Juan soldado (1973)
- El pícaro (Sèrie) (1974)
- La mujer de tu vida 2: Las mujeres de mi vida (1992)

## Filmografia com a actor
- Rosas de otoño (Juan de Orduña, Eduardo Morera, 1943)
- Se vende un palacio (Ladislao Vajda, 1943)
- Turbante blanco (Ignacio F. Iquino, 1943)
- Viviendo al revés (Ignacio F. Iquino, 1943)
- Cristina Guzmán (Gonzalo Delgrás, 1943)
- Noche fantástica (Luis Marquina, 1943)
- La chica del gato (Ramón Quadreny, 1943)
- Empezó en boda (Raffaello Matarazzo, 1944)
- Una chica de opereta (Ramón Quadreny, 1944)
- Mi enemigo y yo (Ramón Quadreny, 1944)
- Eres un caso (Ramón Quadreny, 1945)
- Espronceda (Fernando Alonso Casares, 1945)
- Se le fue el novio (Julio Salvador, 1945)
- El destino se disculpa (José Luis Sáenz de Heredia, 1945)
- El camino de Babel (Jerónimo Mihura, 1945)
- Bambú (José Luis Sáenz de Heredia, 1945)
- Domingo de carnaval (Edgar Neville, 1945)
- La próxima vez que vivamos (Enrique Gómez, 1946)
- Los habitantes de la casa deshabitada (Gonzalo Delgrás, 1946)
- Es peligroso asomarse al exterior (Alejandro Ulloa, Arthur Duarte, 1946)
- Noche sin cielo (Ignacio F. Iquino, 1947)
- La muralla feliz (Enrique Herreros, 1947)
- La sirena negra (Carlos Serrano de Osma, 1947)
- Embrujo (Carlos Serrano de Osma, 1947)
- Hoy no pasamos lista (Raúl Alfonso, Rafael Alonso, 1948)
- Pototo, Boliche y compañía (Ramón Barreiro, 1948)
- Encrucijada (Pedro Lazaga, 1948)
- La mies es mucha (José Luis Sáenz de Heredia, 1948)
- Botón de ancla (Ramón Torrado, 1948)
- Vida en sombras (Llorenç Llobet-Gràcia, 1949)
- Noventa minutos (Antonio del Amo, 1949)
- Alas de juventud (Antonio del Amo, 1949)
- Facultad de letras (Pío Ballesteros, 1950)
- Tiempos felices (Enrique Gómez, 1950)
- El último caballo (Edgar Neville, 1950)
- La noche del sábado (Rafael Gil, 1950)
- Balarrasa (José Antonio Nieves Conde, 1951)
- La trinca del aire (Ramón Torrado, 1951)
- El capitán Veneno (Luis Marquina, 1951)
- Cincuenta años del Real Madrid (Rafael Gil, 1952)
- El sistema Pelegrín (Ignacio F. Iquino, 1952)
- Me quiero casar contigo (Jerónimo Mihura, 1952)
- Los ojos dejan huellas (José Luis Sáenz de Heredia, 1952)
- La conciencia acusa (Georg Wilhelm Pabst, 1953)
- Esa pareja feliz (Juan Antonio Bardem, Luis García Berlanga, 1953)
- Aeropuerto (Luis Lucia Mingarro, 1953)
- Nadie lo sabrá (Ramón Torrado, 1953)
- Manicomio (Fernando Fernán Gómez, Luis María Delgado, 1954)
- Rebeldía (José Antonio Nieves Conde, 1954)
- Morena Clara (Luis Lucia Mingarro, 1954)
- La otra vida del capitán Contreras (Rafael Gil, 1955)
- El guardián del paraíso (Arturo Ruiz Castillo, 1955)
- Congreso en Sevilla (Antonio Román, 1955)
- El mensaje (1955)
- Lo scapolo (El soltero, Antonio Pietrangeli, 1955)
- La gran mentira (Rafael Gil, 1956)
- El fenómeno (José María Elorrieta, 1956)
- El malvado Carabel (Fernando Fernán Gómez, 1956)
- Viaje de novios (León Klimovsky, 1956)
- El inquilino (José Antonio Nieves Conde, 1957)
- Las muchachas de azul (Pedro Lazaga, 1957)
- Faustina (José Luis Sáenz de Heredia, 1957)
- Un marido de ida y vuelta (Luis Lucia Mingarro, 1957)
- Los ángeles del volante (Ignacio F. Iquino, 1957)
- La vida por delante (Fernando Fernán Gómez, José Luis de la Torre, 1958)
- Ana dice sí (Pedro Lazaga, 1958)
- La vida alrededor (Fernando Fernán Gómez, 1959)
- Luna de verano (Pedro Lazaga, 1959)
- Soledad (Mario Craveri, Enrico Gras, Félix Acaso, 1959)
- Bombas para la paz (Antonio Román, 1959)
- La ironía del dinero] (Edgar Neville, Guy Lefranc, 1959)
- Sólo para hombres (1960)
- La vida privada de Fulano de Tal (Josep Maria Forn, 1960)
- Crimen para recién casados (Pedro Luis Ramírez, 1960)
- Les Trois, etc. du Colonel (Claude Boissol, 1960)
- La venganza de Don Mendo (1961)
- Adiós, Mimí Pompón (Luis Marquina, 1961)
- Fantasmas en la casa (Pedro Luis Ramírez, 1961)
- ¿Dónde pongo este muerto? (Pedro Luis Ramírez, 1962)
- Benigno, hermano mío (Arturo González hijo, 1963)
- Rififí en la ciudad (Jesús Franco, 1963)
- La becerrada (José María Forqué, 1963)
- Un vampiro para dos (Pedro Lazaga, 1965)
- El mundo sigue (1965)
- Ninette y un señor de Murcia (1965)
- La mujer de tu prójimo (Enrique Carreras, 1966)
- Mayores con reparos (1966)
- La vil seducción (José María Forqué, 1968)
- ¿Por qué pecamos a los cuarenta? (Pedro Lazaga, 1969)
- Las panteras se comen a los ricos (Ramón Fernández, 1969)
- Carola de día, Carola de noche (Jaime de Armiñán, 1969)
- Un adulterio decente (Rafael Gil, 1969)
- Estudio amueblado 2.P. (José María Forqué, 1969)
- El triangulito (José María Forqué, 1970)
- De profesión, sus labores] (Javier Aguirre, 1970)
- Crimen imperfecto (1970)
- Pierna creciente, falda menguante (Javier Aguirre, 1970)
- Cómo casarse en 7 días (1971)
- Las Ibéricas F.C. (Pedro Masó, 1971)
- Los gallos de la madrugada (José Luis Sáenz de Heredia, 1971)
- Vera, un cuento cruel (Josefina Molina, 1973)
- Don Quijote cabalga de nuevo (Roberto Gavaldón, 1973)
- La leyenda del alcalde de Zalamea (Mario Camus, 1973)
- Ana y los lobos (Carlos Saura, 1973)
- El espíritu de la colmena (Víctor Erice, 1973)
- Yo la vi primero (1974)
- El amor del capitán Brando (Jaime de Armiñán, 1974)
- Sensualidad (Germán Lorente, 1975)
- Pim, pam, pum... ¡fuego! (Pedro Olea, 1975)
- Yo soy Fulana de Tal (Pedro Lazaga, 1975)
- Jó, papá (Jaime de Armiñán, 1975)
- La querida (1976)
- El anacoreta (Juan Estelrich, 1976)
- Bruja, más que bruja (1976)
- Gulliver (Alfonso Ungría, 1976)
- Las cuatro novias de Augusto Pérez (José Jara, 1976)
- Imposible para una solterona (Rafael Romero Marchent, 1976)
- Reina Zanahoria (Gonzalo Suárez, 1977)
- La ragazza dal pigiama giallo (La chica del pijama amarillo, Flavio Mogherini, 1977)
- Más fina que las gallinas (Jesús Yagüe, 1977)
- Parranda (Gonzalo Suárez, 1977)
- Chely (Ramón Fernández, 1977)
- Los restos del naufragio (Ricardo Franco, 1978)
- Arriba Hazaña (José María Gutiérrez Santos, 1978)
- Madrid al desnudo (Jacinto Molina, 1979)
- Milagro en el circo (Alejandro Galindo, 1979)
- Mamá cumple cien años (Carlos Saura, 1979)
- Yo qué sé (Emma Cohen, 1980)
- Maravillas (Manuel Gutiérrez Aragón, 1981)
- 127 millones libres de impuestos (Pedro Masó, 1981)
- Apaga... y vámonos (Antonio Hernández, 1982)
- Copia cero (Eduardo Campoy, 1982)
- Bésame, tonta (Fernando González de Canales, 1982)
- Soldados de plomo (José Sacristán, 1983)
- Interior roig (Eugenio Anglada, 1983)
- La colmena (Mario Camus, 1983)
- Juana la loca... de vez en cuando (José Ramón Larraz, 1983)
- Stico (Jaime de Armiñán, 1984)
- Feroz (Manuel Gutiérrez Aragón, 1984)
- Los Zancos (Carlos Saura, 1984)
- La noche más hermosa (Manuel Gutiérrez Aragón, 1984)
- De hombre a hombre (Ramón Fernández, 1985)
- Luces de bohemia (Miguel Ángel Díez, 1985)
- Rèquiem por un camperol (Francesc Betriu, 1985)
- La corte de Faraón (José Luis García Sánchez, 1985)
- Marbella, un golpe de cinco estrellas (Miguel Hermoso, 1985)
- La mitad del cielo (Manuel Gutiérrez Aragón, 1986)
- Pobre mariposa (Raúl de la Torre, 1986)
- Mambrú se fue a la guerra (1986)
- El viaje a ninguna parte (1986)
- Delirios de amor (Antonio González Vigil, Luis Eduardo Aute, Cristina Andreu, Félix Rotaeta, 1986)
- El gran Serafín (José María Ulloque, 1987)
- Cara de acelga (José Sacristán, 1987)
- Mi general (Jaime de Armiñán, 1987)
- Moros y Cristianos (Luis García Berlanga, 1987)
- Esquilache (Josefina Molina, Joaquín Molina, 1987)
- El mar y el tiempo (1989)
- El río que nos lleva (Antonio del Real, 1989)
- Fuera de juego (1991)
- El rey pasmado (Imanol Uribe, 1991)
- Marcellino (Luigi Comencini, 1991)
- Chechu y familia (Álvaro Sáenz de Heredia, 1992)
- Belle Époque (Fernando Trueba, 1992)
- Cartas desde Huesca (Antonio Artero, 1993)
- Así en el cielo como en la tierra (José Luis Cuerda, 1995)
- Pintadas (Juan Estelrich junior, 1996)
- Pesadilla para un rico (1996)
- Tranvía a la Malvarrosa (José Luis García Sánchez, 1996)
- La hermana (Juan José Porto, 1997)
- El sueño de los héroes (Sergio Renán, 1997)
- Pepe Guindo (Manuel Iborra, 1998)
- El abuelo (José Luis Garci, 1998)
- Todo sobre mi madre (Pedro Almodóvar, 1999)
- Plenilunio (Imanol Uribe, 1999)
- La lengua de las mariposas (José Luis Cuerda, 1999)
- Voz (Javier Aguirre, 2000)
- Visionarios (Manuel Gutiérrez Aragón, 2001)
- El embrujo de Shanghai (Fernando Trueba, 2002)
- En la ciudad sin límites (Antonio Hernández, 2002)
- Bibliofrenia (Marcos Moreno, 2003)
- ¡Hay motivo! (Varios, 2004) – voz en el epílogo
- Tiovivo c. 1950 (José Luis Garci, 2004)
- Para que no me olvides (Patricia Ferreira, 2005)
- Mia Sarah (Gustavo Ron, 2006)

### Televisió
- Fábulas (1968) (Sèrie)
- El alcalde de Zalamea (Episodi de "Estudio 1") (1968)
- Del dicho al hecho (Sèrie) (1971)
- Juan soldado (1973)
- El pícaro (Mini-serie) (1974)
- Memorias del cine español - (Episodi) (1978)
- Fortunata y Jacinta (Mini-sèrie) (1980)
- El alcalde de Zalamea (Episodi de "Teatro estudio") (1981)
- Ramón y Cajal (Sèrie) (1982)
- Los desastres de la guerra (Mini-sèrie) (1983)
- Las pícaras - (Episodi) (1983)
- El jardín de Venus (Sèrie) (1983)
- Nuevo amanecer (Episodi de "Cuentos imposibles") (1984)
- "La noche del cine español" - (Dos episodis) (1985 - 1986)
- Juncal (Mini-sèrie) (1987)
- La mujer de tu vida: La mujer perdida (1988)
- La mujer de tu vida 2: Las mujeres de mi vida (1992)
- Esta noche es Nochebuena (Episodi de "Farmacia de guardia") (1992)
- Los ladrones van a la oficina (Sèrie) (1993-1995)
- Cuéntame cómo pasó (2001)

## Premis i nominacions
Premi Goya
| Any  | Categoria            | Pel·lícula                 | Resultat   |
| ---- | -------------------- | -------------------------- | ---------- |
| 2001 | Guió adaptat         | Lázaro de Tormes           | Guanyador  |
| 2000 | Actor principal      | La lengua de las mariposas | Candidat   |
| 1999 | Actor principal      | El abuelo                  | Guanyador  |
| 1993 | Actor de repartiment | Belle Époque               | Guanyador  |
| 1990 | Pel·lícula           | El mar y el tiempo         | Candidat   |
| 1990 | Director             | El mar y el tiempo         | Candidat   |
| 1990 | Actor principal      | El mar y el tiempo         | Candidat   |
| 1990 | Actor principal      | Esquilache                 | Candidat   |
| 1990 | Guió adaptat         | El mar y el tiempo         | Candidat   |
| 1987 | Pel·lícula           | El viaje a ninguna parte   | Guanyadora |
| 1987 | Director             | El viaje a ninguna parte   | Guanyador  |
| 1987 | Actor principal      | Mambrú se fue a la guerra  | Guanyador  |
| 1987 | Guió adaptat         | El viaje a ninguna parte   | Guanyador  |

Festival de Berlín
| Any  | Categoria       | Pel·lícula   | Resultat  |
| ---- | --------------- | ------------ | --------- |
| 2005 | Ós d'Or d'honor |              |           |
| 1985 | Ós de plata     | Stico        | Guanyador |
| 1977 | Ós de plata     | El anacoreta | Guanyador |

Festival de Venècia
| Any  | Categoria        | Pel·lícula | Resultat  |
| ---- | ---------------- | ---------- | --------- |
| 1984 | Premi Passinetti | Los zancos | Guanyador |

### Festival Internacional de Cinema de Sant Sebastià
| Any  | Categoria                | Pel·lícula         | Resultat  |
| ---- | ------------------------ | ------------------ | --------- |
| 1999 | Premi Donostia           |                    |           |
| 1989 | Premi Especial del Jurat | El mar y el tiempo | Guanyador |

### Premis Sant Jordi
| Any  | Categoria            | Pel·lícula               | Resultat  |
| ---- | -------------------- | ------------------------ | --------- |
| 1987 | Pel·lícula espanyola | El viaje a ninguna parte | Guanyador |
| 1985 | Actor espanyol       | Stico                    | Guanyador |